# Vickers K
Vickers K eller VGO (Vickers Gas Operated) var en brittisk kulspruta konstruerad att användas som rörlig beväpning i flygplan. Det var en vidareutveckling av kulsprutegeväret Vickers-Berthier och mekanismen hade stora likheter med Bren. Vickers K hade högre eldhastighet och större magasin vilket gjorde den lämplig för flygplansbruk. I takt med att Vickers K ersattes av Browning M1919 i flygplan började den i stället att användas på land. Först av RAF för närskydd av flygbaser och sedan av SAS och LRDG som fann kombinationen av pålitlighet, låg vikt och hög eldhastighet idealisk.

## Användning
Vickers K var konstruerad att användas som rörlig beväpning i bombflygplan och monterades i flygplan som Fairey Battle, Blackburn Skua och Handley Page Hampden. Trots sin relativt höga eldhastighet var den ineffektiv mot snabba jaktflygplan. På Hampden gjordes försök att montera två kulsprutor parallellt vilket gav fördubblad eldkraft, men Vickers K kom allt mer att ersättas av Browning M1919 i hydrauliskt eller elektriskt styrda torn. Vickers K började i stället att användas av RAF för att skydda flygbaser och monterades på diverse improviserade luftvärnsstativ. RAF erbjöd sig också att bygga om Vickers K till ett infanterivapen för British Army. Specialförbanden Special Air Service, Long Range Desert Group och Royal Marine Commandos fann vapnet idealiskt på grund av dess pålitlighet, låga vikt och höga eldhastighet. De vapen som monterades på jeepar var i originalutförande medan understödsgrupperna använde den konverterade versionen ”Land Service” med en kort kolv, ett pistolgrepp under vapenlådan samt bärhandtag och bipod på pipan.

## Bilder
| En jeep från Special Air Service med inte mindre än tre Vickers K-kulsprutor. Två av dem monterade i dubbellavett. |  | Akterskytten i en Fairey Battle beväpnad med en Vickers K. |
| En jeep från Special Air Service med inte mindre än tre Vickers K-kulsprutor. Två av dem monterade i dubbellavett. |  | Akterskytten i en Fairey Battle beväpnad med en Vickers K. |